# Navteq Traffic
Navteq Traffic, ursprünglich als TMCpro bezeichnet, ist ein kostenpflichtiger TMC-Stauwarndienst, der über den RDS-Unterträger von UKW-Sendern verbreitet wird. Im Unterschied zu freeTMC wird Navteq Traffic als gebührenpflichtiges Angebot (payTMC) nur über private Rundfunksender und nicht über öffentlich-rechtliche Anstalten gesendet. Die Lizenzgebühren werden über den Kaufpreis der damit ausgestatteten Navigationssysteme abgegolten.
Der Dienst wurde im April 2004 von T-Systems unter der Bezeichnung TMCpro eingeführt. Seit der Übernahme durch Navteq im Jahr 2009 wird er unter dem Namen Navteq Traffic vermarktet.

## Sensoren

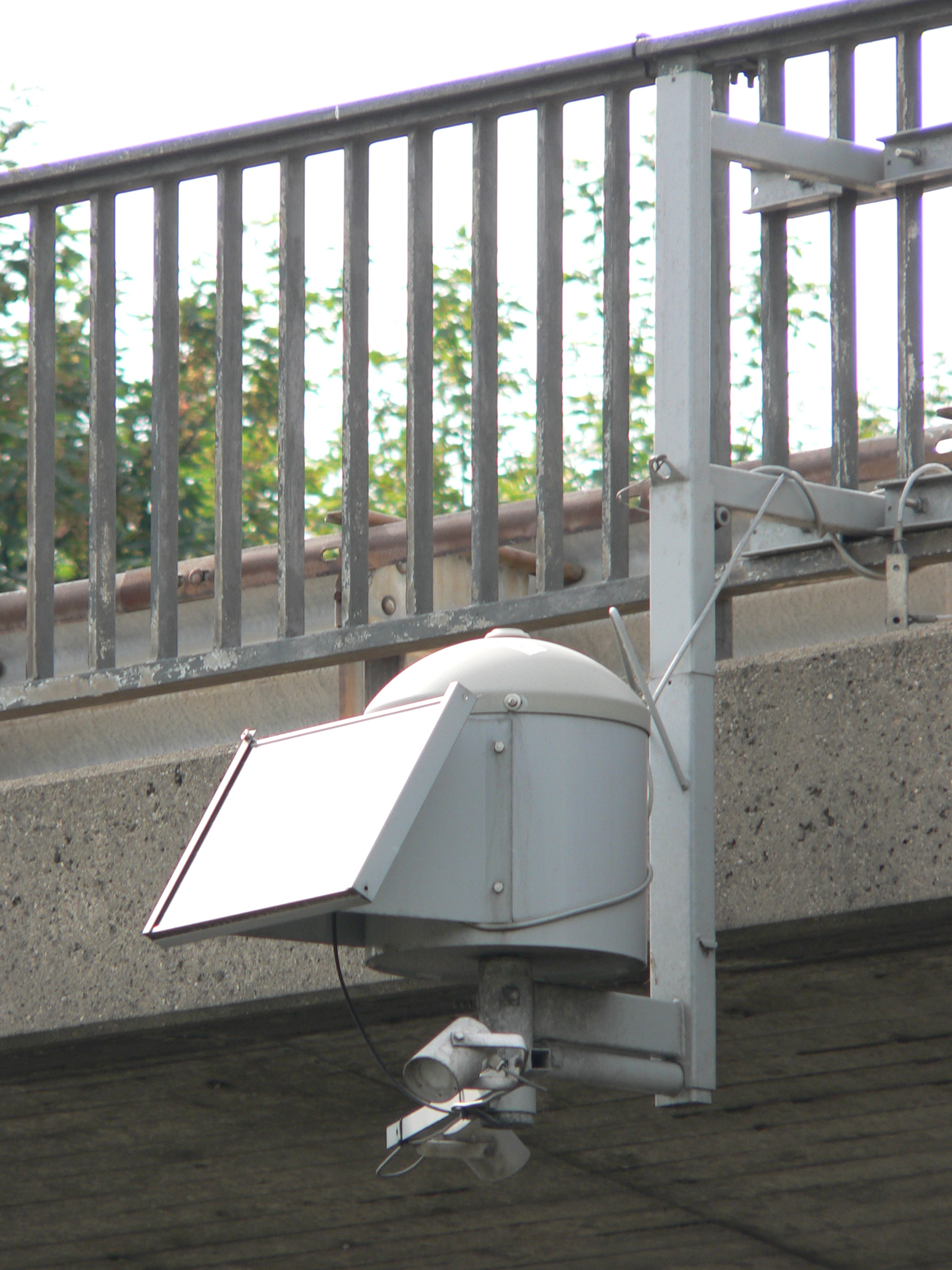
Sensor an einer Autobahnbrücke

Durch die automatische Datenerfassung bei TMCpro werden das Auftreten und die Auflösung von Staus präziser als bei TMC gemeldet. Die digitale Erfassung und Weiterverarbeitung der Daten ermöglicht es, diese in modellgestützten Berechnungen zu verwenden. Die Daten werden in kurzen Zyklen aktualisiert. Die Modellrechnungen gleichen die Eckdaten des Verkehrsflusses immer wieder an. Daraus kann abgeleitet werden, ob ein Stau, stockender oder freier Verkehr vorliegt.
Genauso wie TMC nutzt Navteq Traffic aber auch Datenzulieferungen der Polizei, des ADAC oder anderer menschlicher Quellen. Daraus werden wie bei TMC Informationen über die Ursachen von Verkehrsstörungen extrahiert. Andererseits ist es möglich, die Modellrechnungen mit den offiziell gemeldeten Verkehrszuständen zu vergleichen. Das verbessert die Treffsicherheit im Rahmen automatisierter Lernprozesse zusätzlich.
Navteq Traffic greift zurück auf:
- 4000 automatische Datensensoren an Autobahnbrücken
- 5500 in die Fahrbahn integrierte Sensorschleifen
- > 50.000 Fahrzeuge mit Floating Car Data (FCD) Technik

## Dienst
Der Dienst wird von der Navteq Services GmbH (vormals T-Systems Traffic GmbH) angeboten, einer 100-prozentigen Tochterfirma des Geodaten-Anbieters Navteq. Navteq übernahm die T-Systems Traffic GmbH zum Anfang Januar 2009 von T-Systems.
Die Sensoren melden Staus automatisch via GSM an die DDG Gesellschaft für Verkehrsdaten in Bonn, ihrerseits wiederum eine 100-prozentige Tochtergesellschaft der Navteq Services. Hier werden die Daten zunächst geprüft, verknüpft sowie regionalisiert und nun komprimiert und verschlüsselt über den UKW-Senderbetreiber Media Broadcast an die entsprechenden regionalen Funkhäuser weitergeleitet. Benutzt wird ein Verschlüsselungsservice, der auf den Spezifikationen des TMC-Forums beruht. Das System wurde von T-Systems entwickelt.
Navteq Traffic wurde in der Version 2.0 seit Mitte 2007 um folgende Funktionen erweitert:
- Frühwarnungen
  - Kurzfristprognosen über wesentliche Änderungen der Verkehrslage werden als Frühwarnungen ausgestrahlt. Frühwarnungen werden als zu erwartende Verkehrsstörungen kodiert und innerhalb einer kurzen Zeitspanne nach ihren Anmeldungen entweder durch eine nachfolgende Störungsmeldung automatisch bestätigt oder aufgehoben.
- Stauverlaufstendenzen
  - Stauverlaufstendenzen sind eine wichtige Entscheidungshilfe für die Routenfindung. Sie beschreiben das Wachstumsverhalten bestehender Störungen. Nimmt der Stau bereits ab, lohnt sich eine weiträumige Umfahrung vielleicht schon nicht mehr.
- Baustelleninformationen
  - Mit einem optimierten Baustelleninformationssystem werden Baustellen-Meldungen, die gleiche Straßenabschnitte betreffen, zusammengefasst.

Navteq Traffic wurde in der Version 3.0 seit Ende 2008 um folgende Funktionen erweitert:
- Straßenwetter
  - Streckenabschnittsbezogene Informationen über Behinderungen durch extrem schwierige Wetterverhältnisse. Bisher wird vor starkem Regen und Schneefall gewarnt. Seit dem dritten Quartal 2009 werden die Infos der Mess-Sensoren an deutschen Autobahnen auch für Glatteis-Meldungen genutzt.
- Interroads für Österreich und die Schweiz
  - Auslandsmeldungen über grenznahe Verkehrsstörungen werden für einen Bereich von ca. 50 km um den jeweiligen Grenzübergang mit angeboten.

## Daten
Nach Angaben der Entwickler beträgt der Datendurchsatz 100 Meldungen in vier Minuten. Die digitale Erfassung und Verarbeitung der Daten ermöglicht – je nach Verkehrsdichte – eine statistische Modellberechnung für die Vorhersage von Bildung, Maximum, Länge und Abbau von Staus.
Bis jetzt gibt es jedoch keine gesicherten Untersuchungen über die Treffsicherheit solcher Berechnungen.

## Navteq Traffic-Sender in Deutschland
- Baden-Württemberg
  - Antenne 1
  - Radio 7
  - Radio Regenbogen
  - Radio Ton
  - sunshine live
- Bayern
  - Bayernwelle SüdOst
  - Hitradio RT1 (Augsburg)
  - Radio Alpenwelle (Landkreis Bad Tölz)
  - Radio Arabella (München)
  - Radio AWN (Straubing)
  - Radio Bamberg
  - Radio Charivari Regensburg
  - Radio Charivari Rosenheim
  - Radio Charivari Würzburg (Würzburg sowie angrenzende Landkreise)
  - 106,9 Radio Gong (Würzburg sowie angrenzende Landkreise)
  - Radio Hitwelle (Landkreis Erding, Freising)
  - Funkhaus Ingolstadt (Ingolstadt)
  - Radio Primavera (Aschaffenburg)
  - Radio Ramasuri (Oberpfalz)
  - Radio Trausnitz (Niederbayern)
  - 106.4 Top FM (Großraum München-Augsburg)
  - Rock Antenne (Augsburg)
  - Star FM (Nürnberg, 107,8 MHz)
  - UnserRadio (Passau, Deggendorf, Regen)
- Berlin & Brandenburg
  - BB Radio
  - Berliner Rundfunk 91.4
- Hessen
  - American Forces Network
  - Hit Radio FFH
  - Planet Radio
  - SkyRadio (firmiert nun unter Radio Bob)
- Mecklenburg-Vorpommern
  - Antenne MV
- Niedersachsen
  - radio ffn
- Nordrhein-Westfalen
  - Radio NRW (mit allen Lokalstationen)
    - Antenne Düsseldorf
    - Antenne Münster
    - Antenne Niederrhein (Kreis Kleve)
    - Antenne Unna (Kreis Unna)
    - Hellweg Radio (Kreis Soest)
    - NE-WS 89.4 (Rhein-Kreis Neuss)
    - Radio 90,1 Mönchengladbach
    - Radio 91.2 (Dortmund)
    - Antenne AC (Aachen)
    - Radio Berg (Kreise Oberbergischer Kreis und Rheinisch-Bergischer Kreis)
    - Radio Bielefeld
    - Radio Bochum
    - Radio Bonn/Rhein-Sieg
    - Radio Duisburg
    - Radio Emscher-Lippe (Bottrop, Gelsenkirchen und Gladbeck)
    - Radio Ennepe Ruhr (Ennepe-Ruhr-Kreis)
    - Radio Erft (Rhein-Erft-Kreis)
    - Radio Essen
    - Radio Euskirchen
    - Radio Gütersloh
    - 107.7 Radio Hagen
    - Radio Herford
    - Radio Herne
    - Radio Hochstift (Kreise Paderborn und Höxter)
    - Radio Köln
    - Radio K.W. (Kreis Wesel)
    - Radio Kiepenkerl (Kreis Coesfeld)
    - Radio Leverkusen
    - Radio Lippe Welle Hamm
    - Radio Lippe
    - Radio Mülheim (Mülheim an der Ruhr)
    - Radio MK (Märkischer Kreis)
    - Radio Neandertal (Kreis Mettmann)
    - Radio Oberhausen
    - Radio RSG (Remscheid, Solingen und Bergisches Land)
    - Radio RST (Kreis Steinfurt)
    - Radio Rur (Kreis Düren)
    - Radio Sauerland (Hochsauerlandkreis)
    - Radio Siegen (Kreis Siegen-Wittgenstein)
    - Radio Vest (Kreis Recklinghausen)
    - Radio WAF (Kreis Warendorf)
    - Radio Westfalica (Kreis Minden-Lübbecke)
    - Radio WMW (Kreis Borken)
    - Radio Wuppertal (Wuppertal)
    - Welle Niederrhein (Krefeld, Kreis Viersen)
- Saarland
  - Radio Salü
- Sachsen
  - Radio PSR
  - Hitradio RTL Sachsen
- Sachsen-Anhalt
  - Radio SAW
- Schleswig-Holstein
  - Radio Schleswig-Holstein
- Thüringen
- Überregional
  - bigFM (Baden-Württemberg, Hessen, Nordrhein-Westfalen, Rheinland-Pfalz, Saarland)
  - British Forces Broadcasting Service (Niedersachsen, Nordrhein-Westfalen)
  - Donau 3 FM (Ulm sowie angrenzende Landkreise)
  - Klassik Radio
  - Radio Horeb

## Navteq Traffic in Österreich
In Österreich steht Navteq Traffic als Dienst derzeit nicht zur Verfügung. Allerdings bieten ORF und ASFINAG in Österreich gemeinsam den Dienst TMCplus an. Der TMCplus-Dienst ist nicht verschlüsselt und zum bisherigen TMC-Dienst des ORF zu 100 % kompatibel. Das heißt: TMCplus kann auch mit bestehenden Endgeräten empfangen werden.